# サンボー・プレイ・クック
サンボー・プレイ・クック (Sambor Prei Kuk、クメール語: សំបូរព្រៃគុហ៍〈Saṃbór Prey Kŭk〉) は、カンボジアの中部、コンポントム州プラサット・サンボー郡の都市コンポントム (Kampong Thom) の北 25キロメートル (16 mi) から 30キロメートル (19 mi)、アンコール遺跡群の東南およそ 140キロメートル (87 mi) に位置し、シュムリアップからの経路 180キロメートル (110 mi) にある考古遺跡群である。
サンボー・プレイ・クックの遺跡群は、プレ（前・先）アンコール期（7世紀初頭-9世紀）の真臘（しんろう〈チェンラ、Chen-la〉、6世紀中頃-9世紀初頭）にさかのぼり、王イーシャーナヴァルマン1世（伊奢那先代、在位616-635年頃）により構築されたイーシャーナプラ（伊奢那城、伊賞那補羅国）として知られる王都の城市（プラ、pura〈都市〉）とされる。2017年、このサンボー・プレイ・クック遺跡群の一部「寺院地区」が、国際連合教育科学文化機関（ユネスコ、UNESCO）の世界遺産（文化遺産）に登録された。

## 地理
クメール語で「豊かな森の寺院」の意であるサンボー・プレイ・クックは、標高約 20メートル (66 ft) にあり、トンレサップ湖の東岸部に流入するセン川（サエン川〈ストゥン・サエン、Steung Saen〉）中流域の氾濫原に近い西岸のやや高い沖積平野に位置する。サンボー・プレイ・クックの中心部分は、南北軸に流れるオー・クル・ケー (O Krou Ke) という小河川によって寺院地区と都市（都城）地区に分割される。
真臘の王イーシャナヴァルマンの都として造営されたイーシャーナプラ (Isanapura) は、「シヴァ神（イーシャーナ）の都」の意であり、サンボー・プレイ・クックの寺院群の遺構は、ヒンドゥー教の神シヴァに捧げらたものであった。100以上の寺院など170の構造物の遺構が残存し、周囲のマウンドの数を含めると200におよぶ。

### 寺院地区

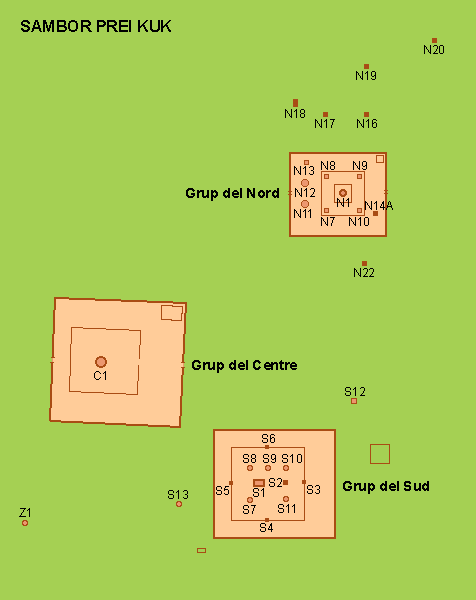
主要な北 (N)・中央 (C)・南 (S) 寺院群の概要図

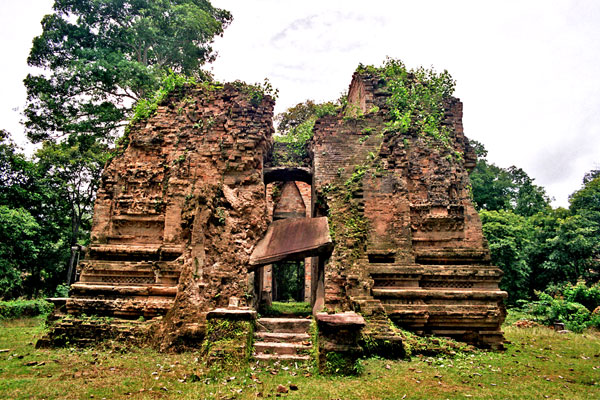
プラサット・サンボー主祠堂 N1（修復前、2003年）
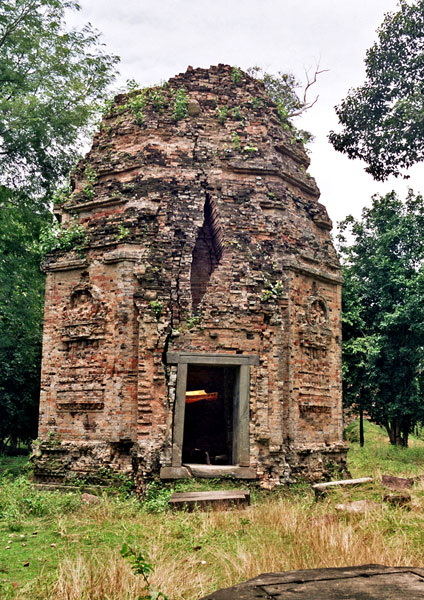
八角形の祠堂 N7
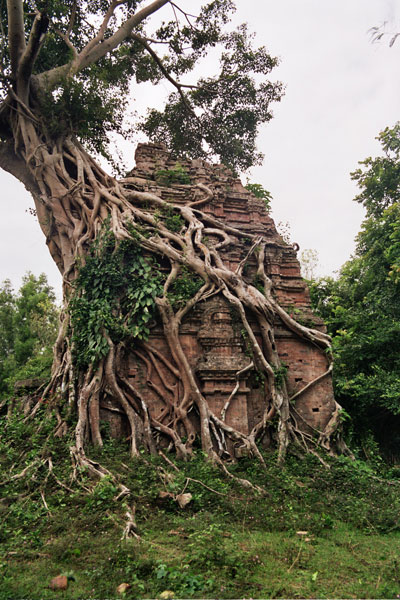
N18（プラサット・チュレイ、Prasat Chrey）

寺院地区 840ヘクタール (8.4 km2) が世界遺産に指定されており、主要な複合寺院群として、北（N〈英: North, Northern〉、プラサット・サンボー）寺院群、中央（C〈英: Central〉、プラサット・タオ）寺院群、南（S〈英: South, Southern〉、プラサット・イェイ・ポアン）寺院群の3つに分かれる。北・中央・南の主要寺院群は、それぞれ周壁に囲まれた方形の配置となる。そのほかにも複数の小規模な複合寺院・祠堂群がある。

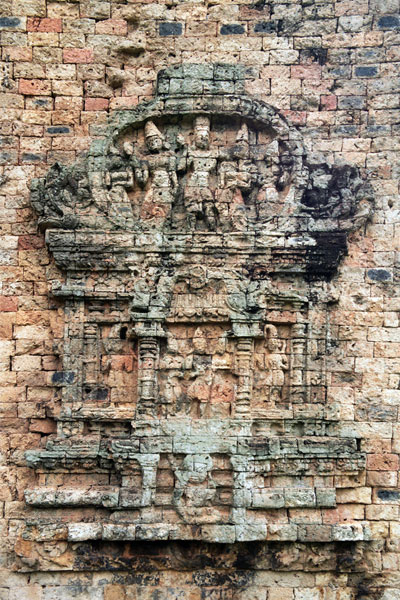
「空飛ぶ宮殿」の浮き彫り (N15)

特徴的な遺構として、多数の正方形ないし長方形の祠堂（プラサット、プラサート）や八角形の塔堂、ヒンドゥー教の神シヴァを象徴するリンガを安置したヨニ台座、ライオン（シンハ）像、それに周壁のほか池の痕跡も認められる。また、構造物に見られる7世紀前半の独特な意匠として「空飛ぶ宮殿」（英: ‘Flying palace’）と呼ばれる浮き彫りの装飾が知られる。

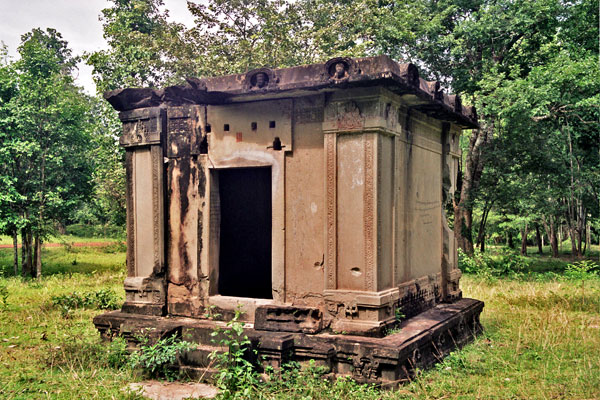
砂岩製の箱状祠堂 N17

考古学的地区における構造物は、それぞれ相異なる時代に建設されている。北 (N) と南 (S) の寺院群は、7世紀前後に構築されたもので、碑文や建築様式（サンボー・プレイ・クック様式）などにより、祠堂の大部分は、城市イーシャーナプラを造営したイーシャーナヴァルマン1世の治世にあたる7世紀初頭の創建とされる。中央 (C) 寺院群は、8世紀後半から9世紀前半に築かれたもので、建築様式（コンポン・プレア〈Kompong Preah〉様式）から、一般に、アンコールのクメール王朝を興したジャヤーヴァルマン2世（在位802-834/850年）の治世のうちに構築されたといわれる。ただし、その後の構造物の資材（煉瓦）の分析により、これら寺院群の遺構は、時代を経ながら複雑な増改築が施工されたことが認められる。
サンボー・プレイ・クックの複合構造物の建築資材は主に煉瓦であるが、装飾の資材のほか、箱形の古い祠堂 N17（アスラム・モハルセイ、Ashram Maha Rosei〈Ashram〉）には、砂岩が使用されている。また、ラテライトによる構造物の痕跡も認められる。
主要遺跡群の北方にあるスレイ・クルップ・リアク (Srei Krup Leak) 寺院群は、隣接するローバン・ロミアス (Robang Romeas) 寺院群とともに、大部分が10-11世紀のアンコール初期の時代のものと捉えられるが、古い装飾様式を呈するスレイ・クルップ・リアクの祠堂 L5 (L5M) からは、初代の真臘王とされるバヴァヴァルマン1世（在位550-600年）の治世にあたる598年を記すサンボー・プレイ・クック最古の碑文も発見されている。
北 (N) 寺院群
プラサット・サンボー (Prasat Sambor) 群。
主要な3寺院群のうち最大の規模であり、3重の周壁が認められる。その外周壁は一辺 389メートル (1,276 ft)のほぼ正方形となるが、様相や配置の変異から、中・内周壁より後の時代に拡張されたとも考えられる。また、5つの碑文が発見されており、そのうち3つの碑文はイーシャーナヴァルマン1世の7世紀初頭のものと捉えられ、残る2つの碑文は10世紀のものとされる。加えてプラサット・サンボー寺院群より発見された神像の様式もまた7世紀および10世紀のものとされている。
| 左: ドゥルガー像（N9 内部レプリカ）右: ヴァージムカ像（ギメ東洋美術館）  |  | 左: ドゥルガー像（N9 内部レプリカ）右: ヴァージムカ像（ギメ東洋美術館） |
| 左: ドゥルガー像（N9 内部レプリカ） 右: ヴァージムカ像（ギメ東洋美術館） |  |                                                                         |

* ハリハラ (Harihara) 像
N10 祠堂。サンボー様式（プレ・アンコール期、7世紀前半）。N10 ほかより50余りの小片として発見。プノンペン国立博物館に収蔵。N10 祠堂内にレプリカ安置。
* ドゥルガー (Durgā) 像
N9 祠堂（推定〈不明〉）。サンボー様式（プレ・アンコール期）。N1・N9 付近より3つの断片として発見。プノンペン国立博物館収蔵。N9 祠堂内にレプリカ安置。
* ブラフマー (Brahmā) 像
N22 祠堂。発見された N22 のリンテルの様式はプレイ・クメン様式（アンコール期）であるが、彫像はサンボー様式（プレ・アンコール期）。プノンペン国立博物館収蔵。N22 祠堂内にレプリカ安置。
* ヴァージムカ (Vajimukha〈ハヤグリーヴァ〉) 像
N7 祠堂。八角形の N7 祠堂はプレ・アンコール期の建築であるが、彫像は後のプレ・ループ様式（アンコール期、10世紀）。ギメ東洋美術館（フランス、パリ）収蔵。
- プラサット・サンボー主祠堂 N1（修復前、2003年）[92][93]
- 八角形の祠堂 N7
- N18（プラサット・チュレイ、Prasat Chrey）[94][95]

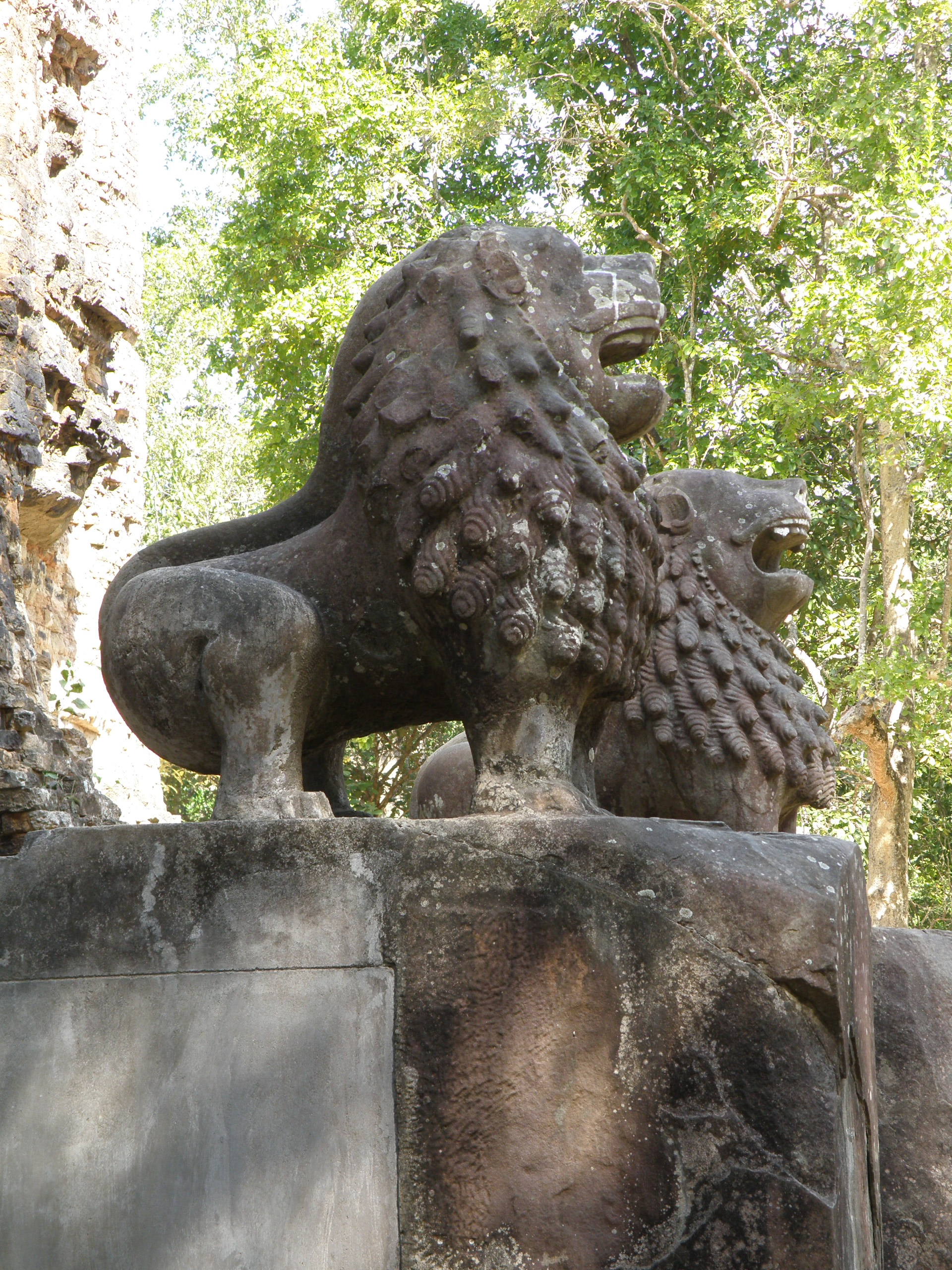
プラサット・タオの獅子（シンハ）像

中央 (C) 寺院群
プラサット・タオ (Prasat Tao〈プラサット・ボラム、Prasat Boram〉) 群。
タオ (Tao) は「ライオン」の意で、獅子（シンハ）の彫像が寺院の入口を守護する。2重の周壁があり、外周壁は東西 283メートル (928 ft) 、南北 274メートル (899 ft) となるが、高さ 22メートル (72 ft) におよぶ主祠堂 C1 以外は、ほとんど失われている。残存する主祠堂 C1 のまぐさ（リンテル）などの扉口の建築装飾は、プレ・アンコール後期のコンポン・プレア様式とされる。

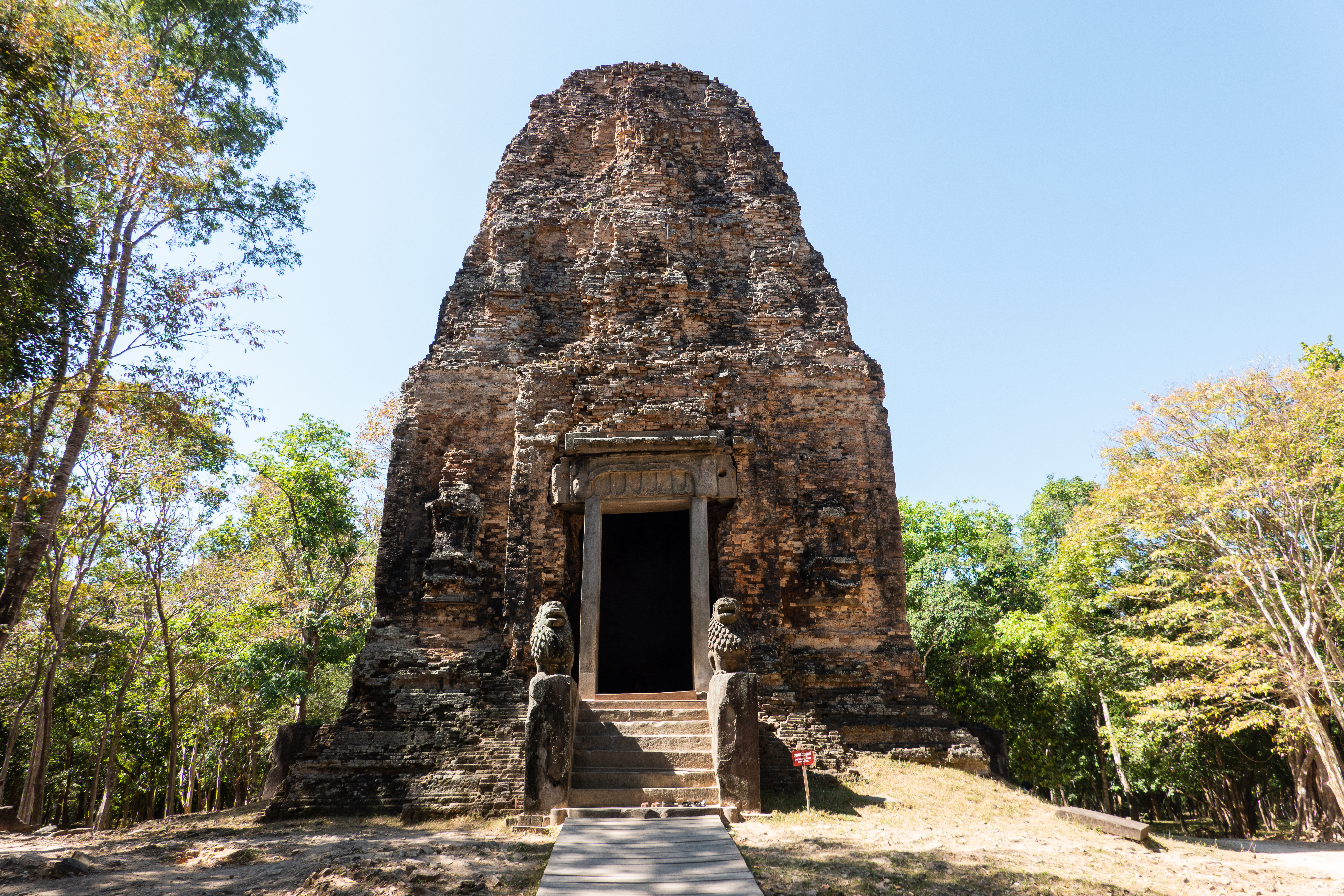
プラサット・タオ主祠堂 C1
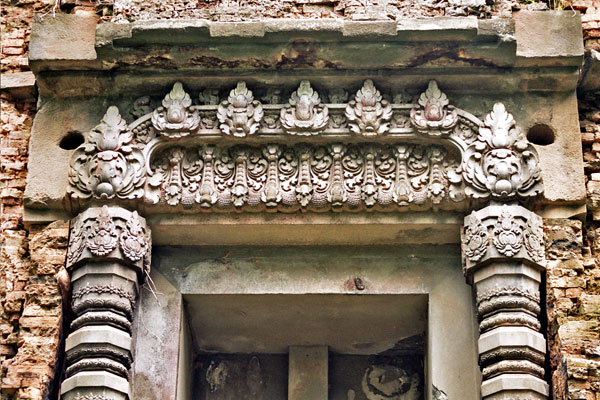
主祠堂 C1 北面の扉口の装飾 （コンポン・プレア様式）

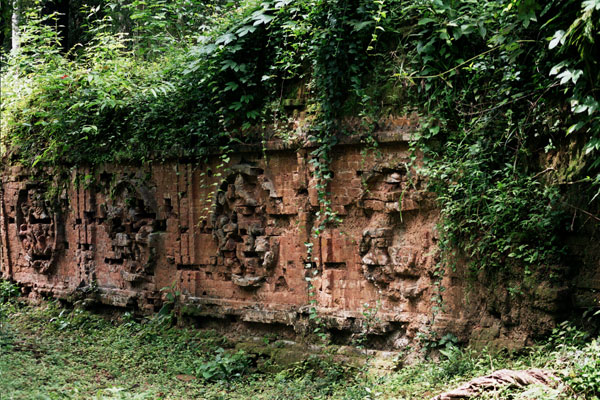
南 (S) 寺院群の周壁の浮き彫り

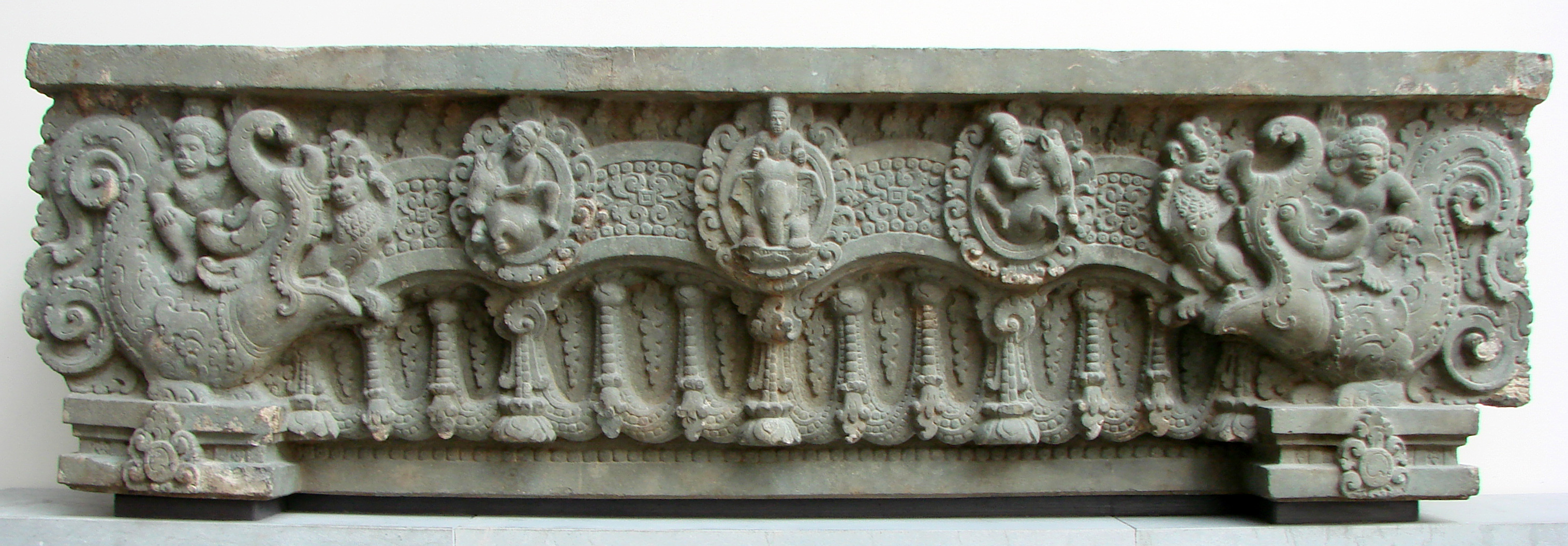
祠堂 S7 のまぐさ（リンテル）装飾（サンボー・プレイ・クック様式）
ギメ東洋美術館収蔵

南 (S) 寺院群
プラサット・イェイ・ポアン (Prasat Yeai Poeun〈Yeah Puon、Yeay Peau〉) 群。
2重の周壁に囲まれ、外周壁は東西 258メートル (846 ft) 、南北 244メートル (801 ft)。高さ 22.5メートル (74 ft) の主祠堂 S1 のほか、八角形の祠堂 (S7-S11) などが残存し、その外壁には「空飛ぶ宮殿」の浮き彫り装飾がある。プラサット・イェイ・ポアンからは、627年のリンガ奉納を記す碑文のほか、イーシャーナヴァルマン1世の治世年代の碑文が発見されている。

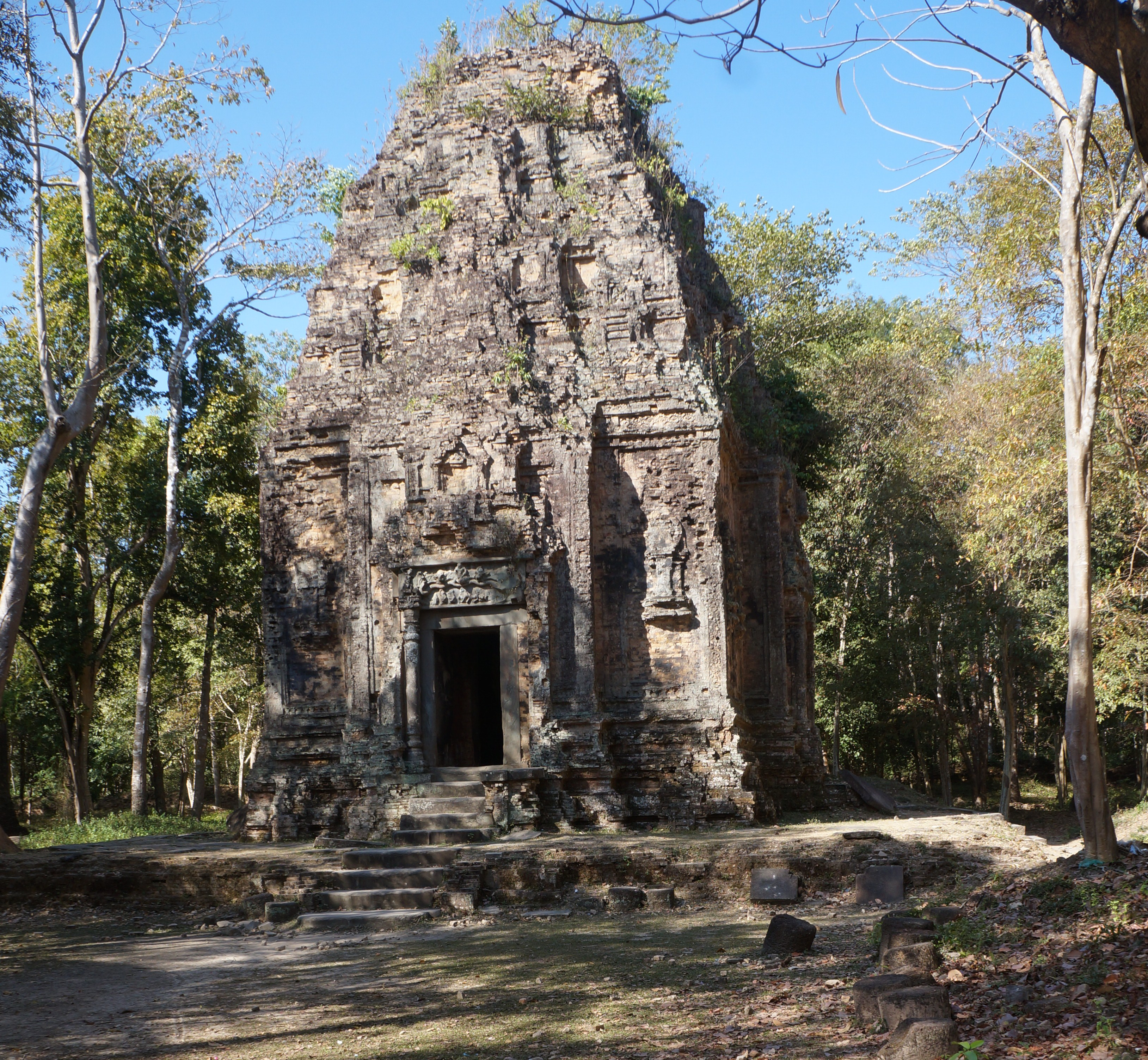
プラサット・イェイ・ポアン
主祠堂 S1[106]
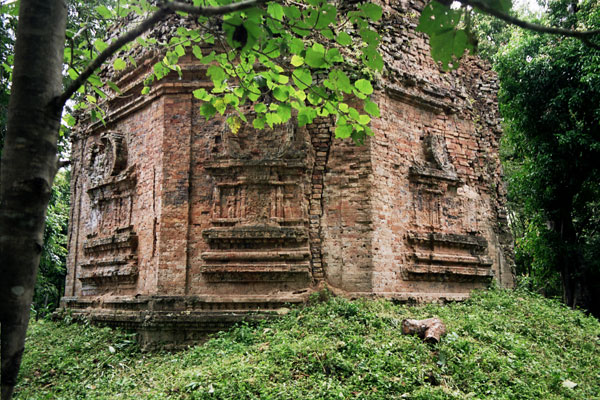
八角形の祠堂 S11 「空飛ぶ宮殿」の浮き彫り

### 都市地区
西側の都市地区は、堀と土塁により囲まれ、一辺およそ 2キロメートル (1.2 mi) のほぼ方形である。残存する堀は深さ約 1.5メートル (4.9 ft) 、幅約 20メートル (66 ft) で、内側の低い土塁の高さは 1メートル (3.3 ft) 、基底部の幅は約 40メートル (130 ft) となる。土塁は、堀の掘削による排土を盛ったもので、オー・クル・ケー川を利用した東側に土塁はない。地下層には、プレ・アンコール期の文化層があると考えられるが、今日、地区内には居住地としてオー・クル・ケー（オー・クル・カエ）という村落が形成されている。

## 歴史
真臘（チェンラ）は、6世紀後半のバヴァヴァルマン1世に始まり、その王都は、一説に、サンボー・プレイ・クックないしその周辺付近であったともされる。次いで弟（従兄弟）のマヘーンドラヴァルマン（チトラセーナ〈Citrasena, Sitrasena〉、質多斯那、在位600-616年頃〈600-611年頃〉）の後、その息子イーシャーナヴァルマン1世は、イーシャーナプラを王都として、30におよぶ地域を衛星都市のように領有し、およそ616年から635年にかけて真臘を統治した。イーシャーナヴァルマンは、真臘王として初めて中国の隋（581-618年）に向けて、616年（617年〈大業13年〉）、使節を派遣したことでも知られる。『隋書』によれば、イーシャーナヴァルマン（伊奢那先代）の居城イーシャーナプラ（伊奢那城）の都城内には2万余りの家があり、城内に大殿堂があって、ここで王は政治を執り、大城の総数は30におよび、数千の家があった。各部落には総帥がいて、官名は林邑（りんゆう〈チャンパ、Champa〉）と同様であったとされる。
居伊奢那城、郭下二萬餘家。城中有一大堂、是王聽政之所。總大城三十、城有數千家、各有部帥、官名與林邑同。—『隋書』巻八十二

### 調査・研究

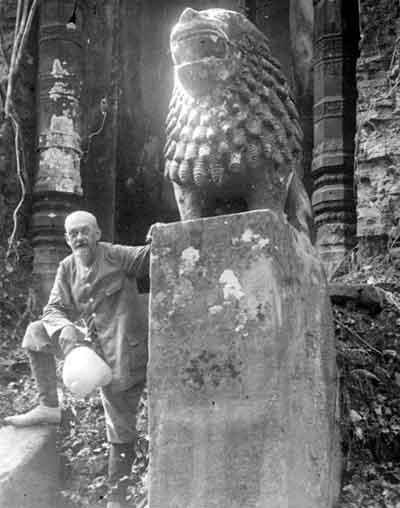
H・パルマンティエ（1908年）

サンボー・プレイ・クック遺跡群の報告は、1894年、カンボジアのフランス植民地（フランス保護領カンボジア）官僚A・ルクレールによる北・中央寺院群の祠堂に関するものが初見であり、後にE・エイモニエがその概要を記している。1900年には、ラジョンキエールが北寺院群や周辺を調査して祠堂16基を報告した。1904年、G・モーラン (George Morand) が新たな調査を行なった。
サンボー・プレイ・クックの考古遺跡を「プレ・アンコール期美術」の重要遺跡群に位置づけたのは、H・パルマンティエであった。パルマンティエは1911年・1925年に大規模調査を実施し、1911年、南寺院群（プラサット・イェイ・ポアン）を7世紀初頭のものとする碑文が発見された。さらに1925年の調査では新たな祠堂を発見した。そしてパルマンティエは、1927年の著作『原初 (Primirif) クメール建築』 (“L'art Khmér Primitif”) に、72基の祠堂を整理・収録した。また、1927年にV・ゴルベウ（ゴルベフ〈Goloubev〉）により南寺院群が発掘調査され、扉枠の碑文を含む遺構や陶磁器などの遺物のほか、アンコール期のガルーダに跨がる男像やテラコッタで作られたガネーシャなど新たな発見が加えられた。1953年のカンボジア王国独立の後、1961年1-2月にB・P・グロリエによる調査が行なわれ、8世紀後半（推定）から14世紀後半に至る中国産の陶磁器が発掘された。また、美術・建築様式の研究が、M・ベニシィティ (Mireille Bénisti) 、J・デュマルセイによりなされている。
都市地区の発見は、1937年、ゴルベウらが上空から、四方を囲むような堀の痕跡を確認したことに始まる。翌1938年には空中写真の撮影を実施し、その地区をイーシャナヴァルマン1世の城都と見なしたが、調査には至らなかった。当初、イーシャナヴァルマン1世の年代を示す碑文を解読したL・フィノは、イーシャーナプラを碑文が発見された寺院地区としたが、碑文を再び精査したG・セデスは、ゴルベウが比定した地区であったとも考えられるとした。

### 保存・修復
1970年カンボジアクーデターに続くカンボジア内戦における20数年間の混乱により、遺跡群は放置されたまま崩壊の危機に瀕していたが、1993年の新生カンボジア王国発足後、1998年よりカンボジア文化芸術省と日本の団体らが共同でサンボー・プレイ・クック遺跡群の調査を開始し、2001年に保全事業が始められ、2008年より遺構の修復作業に着手した。
サンボー・プレイ・クック寺院群は、2017年7月8日、国際連合教育科学文化機関（ユネスコ）の世界遺産に登録された。そしてカンボジアによるサンボー・プレイ・クック国立機構（英: Sambor Prei Kuk National Authority〈SPKNA, SNA〉）の管理が開始されるとともに、日本など国内外の機関・団体と連携して一帯の保存・修復が図られている。